# Gabillema
Gabillema je v současnosti neaktivní stratovulkán, nacházející se v Etiopii, na průsečíku Afarské riftové zóny se severním okrajem etiopského riftu.
Sopka je tvořena převážně ryolitovými horninami. Ryolitové lávové domy se nacházejí na svazích sopky a na severním úpatí se nachází rozlehlý (5×17 km) lávový proud čedičového složení, pocházející z trhlinových zón, rozšiřujících se severně od základny sopky. Nezvětralé lávové proudy mladšího stáří se nacházejí na východní straně sopky.